# Carea albopurpurea
Carea albopurpurea är en fjärilsart som beskrevs av George Francis Hampson 1894. Carea albopurpurea ingår i släktet Carea och familjen trågspinnare. Inga underarter finns listade i Catalogue of Life.